# Muroo-Akame-Aoyama-Quasi-Nationalpark
Der Muroo-Akame-Aoyama-Quasi-Nationalpark (japanisch 室生赤目青山国定公園 Murou akame aoyama kokutei kōen) ist einer von über 50 Quasi-Nationalparks in Japan. Die Präfektur Nara ist für die Verwaltung des Parks zuständig. Der Park wurde am 28. Dezember 1970 ernannt. Mit der IUCN-Kategorie V ist das Parkgebiet als Geschützte Landschaft/Geschütztes Marines Gebiet klassifiziert.